# Valerie Bettis
Valerie Elizabeth Bettis (Houston, 1919 - Nova York, 1982) fou una coreògrafa i ballarina de dansa clàssica i contemporània, coneguda pel gran públic especialment per la seva feina al teatre musical. També va coreografiar balls pel cinema, com diversos per la Rita Hayworth als anys 50. És reconeguda per la seva versatilitat, la seva presència viva a l'escena i la seva teatralitat.